# Ján Babjak
Ján Babjak, né le 28 octobre 1953 à Hažín nad Cirochou, en Slovaquie (alors Tchécoslovaquie), est un prêtre jésuite slovaque. Consacré évêque le 6 janvier 2003, il est, du 30 janvier 2008 au 25 avril 2022, archevêque grec-catholique de l’archéparchie de Prešov et métropolite de l’Église grecque-catholique en Slovaquie.

## Biographie
Ján Babjak étudie la philosophie et la théologie au séminaire Saints-Cyrille-et-Méthode de Bratislava. Il est ordonné prêtre le 11 juin 1978 et fait du ministère pastoral dans l’éparchie (diocèse) de Prešov. Le 18 juin 1987 il entre dans la Compagnie de Jésus.
Sa formation spirituelle terminée il est envoyé à Rome (1991) pour se spécialiser en théologie orientale à l’Institut pontifical oriental. Il y obtient la licence en 1993. Après une interruption d’un an il retourne à Rome pour y faire un doctorat en théologie orientale, qu’il obtient en 1996 avec une thèse sur Michal Lacko (sk) (1920-1982), un historien et écrivain spirituel slovaque. De retour dans son pays il est directeur du centre spirituel ‘Michal Lacko’ à Košice et enseigne la théologie à l’université de Trnava.
En 2002 Ján Babjak est nommé par le pape Jean-Paul II évêque de Prešov. L’ordination épiscopale lui est conférée dans la basilique Saint-Pierre, au Vatican, par le pape Jean-Paul II (6 janvier 2003).
Le 30 janvier 2008, l’éparchie de Prešov est élevée par Benoît XVI au rang de siège métropolitain et Jan Babjak en est fait le premier archevêque (Archéparchie de Prešov).
Le 9 septembre 2014 il est nommé par le pape François : Père synodal pour la troisième assemblée générale extraordinaire du synode des évêques sur la famille qui se déroulera du 5 au 19 octobre en qualité de primat de l'Église orientale byzantine slovaque.

## Œuvres
- (sk) P. Michal Lacko, SJ, informátor a formátor gréckokatolíkov. Trnava, Vydavateľstvo Dobrá kniha, 1997  (ISBN 978-80-7141155-0), qui est sa thèse de doctorat.
- (sk) Zostali verní : I. zväzok. Prešov, Petra, 2009.